# Polarfuchs
Der Polarfuchs, Schneefuchs oder Eisfuchs (Vulpes lagopus, Synonym Alopex lagopus) ist eine Fuchsart, die in der nördlichen Polarregion beheimatet ist.

## Merkmale
Der wissenschaftliche Name bedeutet „hasenfüßiger Fuchs“, da seine Pfoten wie die des Polarhasen mit dichtem Pelz besetzt sind. Seine Gestalt weist ihn als typischen Fuchs aus, doch wirken seine Kopf- und Schnauzenform gedrungener als etwa beim Rotfuchs. Die durchschnittliche Länge misst, unter Einbeziehung des etwa 35 Zentimeter langen Schwanzes, zwischen 65 und 90 Zentimetern. Die Schulterhöhe beträgt etwa 30 Zentimeter, das Gewicht rund 5 Kilogramm. Die Fähen (Weibchen) sind nur wenig kleiner als die männlichen Tiere.
Der Polarfuchs ist der einzige Wildhund, der die Farbe seines Pelzes den Jahreszeiten entsprechend wechselt. Im Sommer sind Kopf, Rücken, Schwanz und Beine braun, die Flanken und der Bauch hellbeige behaart. Diese besonders im Juli und August ausgeprägte, im Vergleich zum Winterfell auch kürzere Fellbedeckung bietet in der Tundra eine perfekte Tarnung.
Während sich das Sommerfell aller Polarfüchse ähnelt, treten in der Winterfellphase zwei sehr unterschiedliche Farbversionen auf – eine weiße und eine blaue Variante. Entsprechend unterscheidet man zwischen „Weißfuchs“ und „Blaufuchs“. Der Weißfuchs trägt im Winter ein rein weißes Fell. Die Farben des winterlichen Blaufuchsfells variieren dagegen von hellgrau bis dunkelblau und sogar schwarz; Unterschiede zeigen sich von Wurf zu Wurf und auch geografisch.
Im kanadischen Territorium Nunavut und in den Nordwest-Territorien überwiegt die weiße Variante deutlich, während die blaue Variante im Inland nur etwa ein Prozent und im Küstenbereich sowie auf den arktischen Inseln bis zu fünf Prozent der Populationen beträgt. Dagegen ist die blaue Variante auf den Aleuten und den Pribilof Islands Alaskas vorherrschend. Im Süden Grönlands sind die Proportionen etwa gleichgewichtig. Generell dürfte die blaue Variante dominant sein, doch setzen sich die Weißfüchse wohl infolge ihrer besseren Tarnung in Schneelandschaften bei der natürlichen Auslese durch.

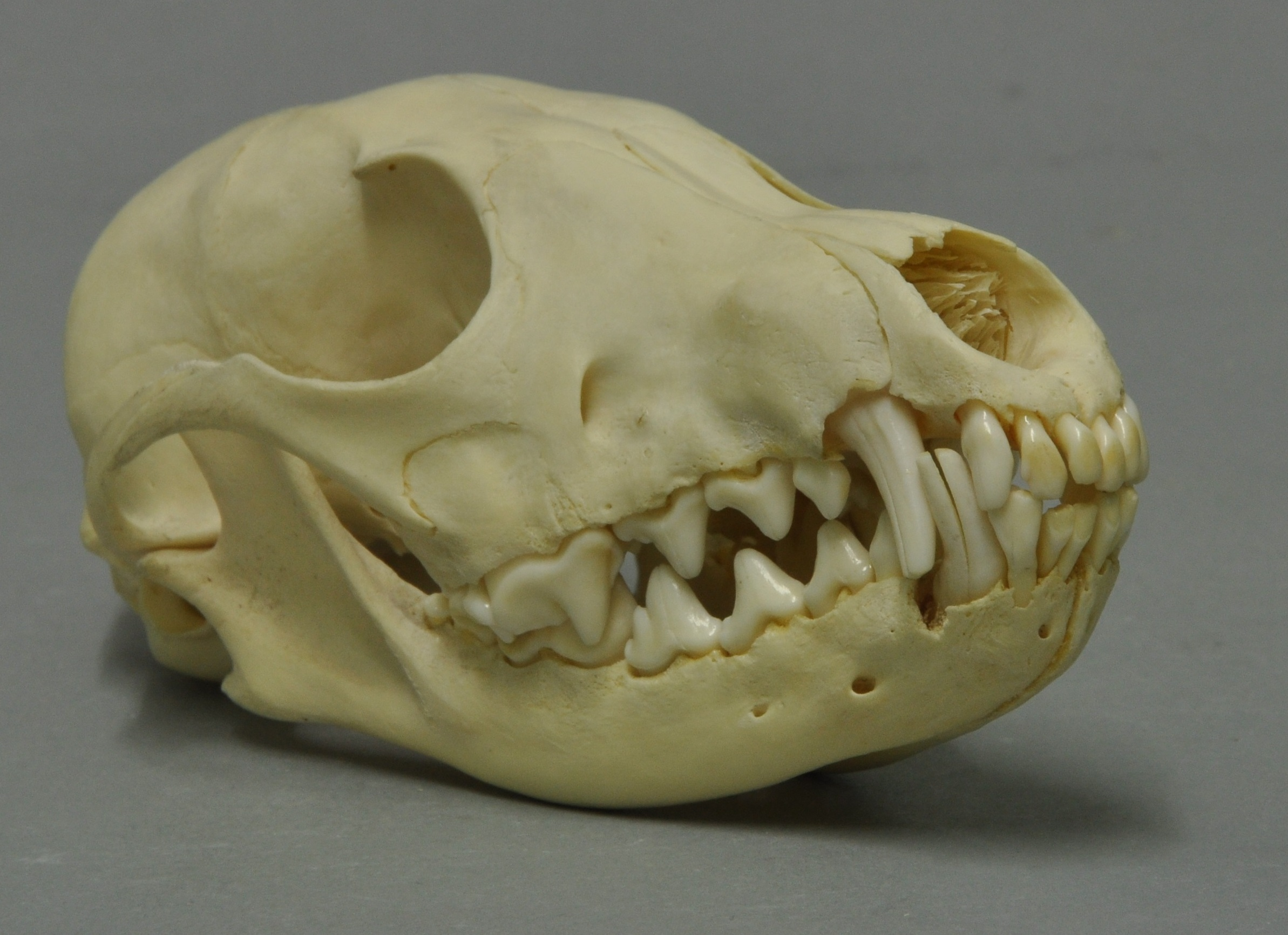
Schädel

Die verhältnismäßig kurze Schnauze, die sehr kleinen Ohren und die recht kurzen Beine sind ein Beispiel für die Allensche Regel und stellen neben dem wärmenden Fell mit dichter Unterwolle wesentliche Eigenschaften dar, um den extremen arktischen Verhältnissen ganzjährig zu trotzen. Der weiße Winterpelz lässt die Haare allerdings länger erscheinen, als sie wirklich sind. Mit etwa 70 Prozent Unterwolle hat er jedoch ungewöhnlich gut wärmedämmende Eigenschaften. Experimentell wurde ermittelt, dass der Polarfuchs Temperaturen von bis zu −80 °C überleben kann. Sein Fell hat die besten Isolationseigenschaften aller Säugetiere. Selbst bei sehr niedrigen Temperaturen erhöht sich die Stoffwechselrate nicht. Auch die behaarten namengebenden Fußsohlen (Linnes: Lagopus, die Hasenfüßigen) tragen dazu bei. Bis zum Herbst kann sich durch Fetteinlagerung das Gewicht bis um 50 Prozent erhöhen, zum einen zur Isolation, zum anderen als Energiereserve. Weitere Möglichkeiten des Energiesparens entwickelte die Evolution: eine absenkbare Ruhestoffwechselrate sowie eine Senkung der Körperkerntemperatur; damit ist auch der Bedarf an Nahrungsaufnahme verringert. Überraschend hat sich herausgestellt, dass der Energieaufwand beim Rennen im Winter geringer ist als im Sommer. Die Zahnformel ist 3/3-1/1-4/4-2/3=42

Polarfuchs, weiße Morphe im Winterfell, Island
Im Übergangsfell
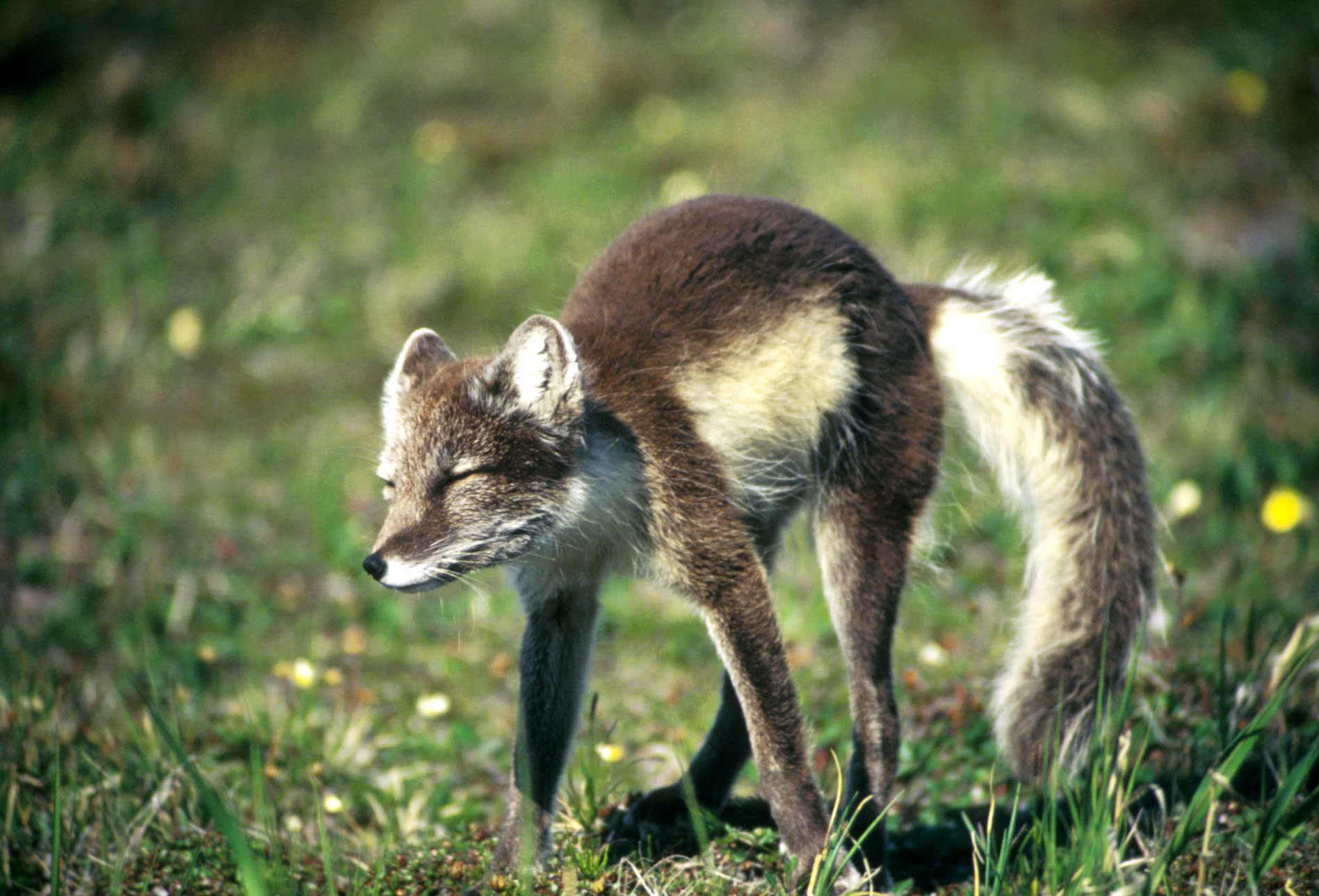
Im Sommerfell

## Verbreitungsgebiet

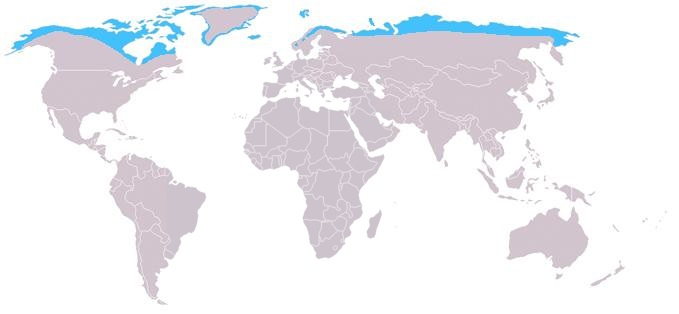
Verbreitungsgebiet des Polarfuchses

Der Polarfuchs hält sich zirkumpolar nördlich der Waldgrenze auf und ist in Nordeuropa (Skandinavien, Spitzbergen, Island), Nordrussland (Sibirien), Nordkanada, Alaska (Vereinigte Staaten) und Grönland verbreitet. Sein Habitat ist vor allem die Tundra, doch leben Polarfüchse sogar auf dem Packeis des Arktischen Ozeans; auf Nahrungssuche dringen Polarfüchse gelegentlich auch nach Süden in boreale Zonen vor. Generell sind Polarfüchse sehr beweglich und können auf der Suche nach einem neuen Revier große Strecken über Land und das Meereseis überwinden und auch entferntere Inseln besiedeln. Es liegen Berichte vor, wonach einzelne Polarfüchse Entfernungen von über 3500 km hinter sich gebracht haben. So erreichten Polarfüchse bereits vor der menschlichen Besiedlung Islands während kühlerer Klimaperioden wie der Kleinen Eiszeit die Insel über das gefrorene Packeis.

## Ernährung
Der Polarfuchs ist wie die meisten Füchse ein Beutegreifer und Allesfresser, die Größe der Population ist trotzdem hauptsächlich vom schwankenden Angebot an Nagern abhängig, insbesondere von den zu den Wühlmäusen gehörenden Lemmingen. Zu den Hauptbeutetieren des Polarfuchses zählen je nach Region der Berglemming (Lemmus lemmus), der Halsbandlemming (Dicrostonyx torquatus), der Sibirische Lemming (Lemmus sibiricus), die Sumpfmaus (Microtus oeconomus) und die Graurötelmaus (Myodes rufocanus). Nagernester und deren tunnelartige Zugänge vermag der Polarfuchs mit Hilfe seines sehr guten Geruchssinnes selbst durch dicke Schneeschichten aufzuspüren, durch blitzschnelles Aufgraben sichert er sich so selbst im tiefsten Winter seine Nahrung. Im Sommer jagt er die Lemminge in der offenen Tundra.
Auch in der Arktis brütende Vögel und deren Eier und Küken stellen dann einen wichtigen Nahrungsbestandteil des Polarfuchses dar. An Küsten lebende Polarfüchse suchen die Strände nach angeschwemmten Kadavern, Fischresten und Schalenweichtieren ab. Als Begleiter von Eisbären und Polarwölfen machen sie sich über deren Beutereste her. In Zeiten der Überfülle werden Vorräte für Hungerperioden versteckt. Als Überlebenskünstler ist der Polarfuchs auch Aasfresser und verschmäht in der Not als Nahrung kaum eine tierische oder pflanzliche Substanz. Er frisst dann Insekten und Beeren, auch Erdhörnchen, Polarhasen, Schneehühner, sogar der Kot anderer Tiere wird vertilgt.

## Fortpflanzung und Aufzucht der Jungen

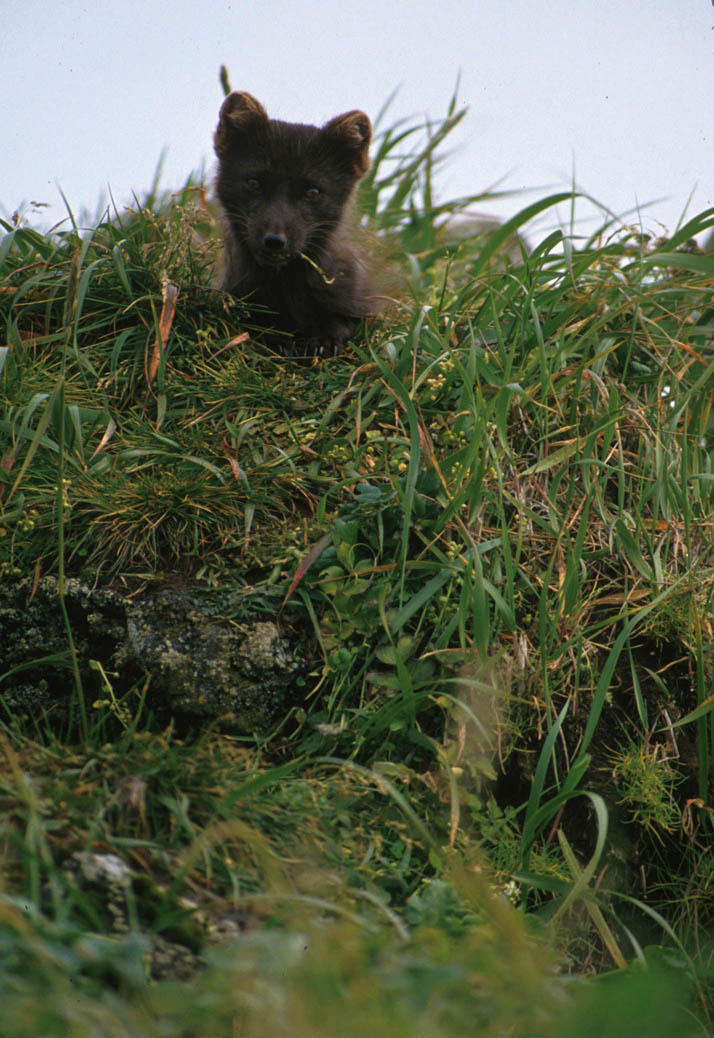
Junges, blaue Morphe

Für die Geburt und Aufzucht ihrer Jungen legen die Polarfüchse im späten Winter einen Bau an. Sie suchen dazu von Permafrost nicht direkt beeinflusste Lehm- oder Sandhügel an Flussufern, Seen oder in erhöhten Gebieten, wo sie ein komplexes Tunnelsystem mit bis zu acht Eingängen graben können. Wegen der Schwierigkeit, geeignete Plätze zu finden, werden solche Baue über viele Generationen, zum Teil über 500 Jahre hinweg genutzt. Erwiesenermaßen zwingt der Mangel an geeignetem Gelände sogar andere Tierarten wie Polarwölfe, von Polarfüchsen verlassene uralte Baue zu nutzen.
Polarfüchse sind monogam und bleiben ein Leben lang als Paar zusammen. Gemeinsam beteiligen sie sich an der Aufzucht der Jungen und verteidigen ihr Revier. Manchmal helfen auch Jährlinge bei der Aufzucht. Auf Medny gibt es dauerhafte Gruppen von bis zu sechs Erwachsenen. Auch auf anderen Inseln sind manchmal komplizierte Sozialsysteme gefunden worden. Die Größe der Streifgebiete richtet sich nach dem Nahrungsangebot und liegt zwischen 15 und 36 Quadratkilometern.
Die Jungen werden im März oder April gezeugt. War der vorausgegangene Winter besonders hart, dann kommt es zu Verzögerungen oder völligem Ausfall des Befruchtungsvorgangs. Die Fähe wirft einmal im Jahr drei bis neun, zuweilen auch mehr Junge. Da die Tragezeit etwa 50 Tage beträgt, werden sie normalerweise zwischen Mitte Mai und Mitte Juni geboren. Die Größe des Wurfs ist stark von Nahrungsangebot und klimatischen Verhältnissen abhängig. An den Küsten lebende Mütter haben durchschnittlich kleinere Würfe als im Landesinneren lebende. Die Neugeborenen sind winzig und noch ganz unbeholfen. Sie werden blind, taub und zahnlos geboren und tragen weiche dunkelbraune Pelzhaare, die rasch wachsen und zunehmend aufhellen. Nach drei bis vier Wochen wagen sich die Jungfüchse aus der Geburtshöhle, nach etwa sechs Wochen werden sie entwöhnt. In diesem Alter sind sie sehr verspielt. Etwa Mitte August werden sie zunächst vom Vater und wenig später auch von der Mutter verstoßen. Den Winter verbringen sie verstreut und auf sich allein gestellt. Geschlechtsreif sind die Jungen rund zehn Monate nach der Geburt.

## Natürliche Feinde und Krankheiten

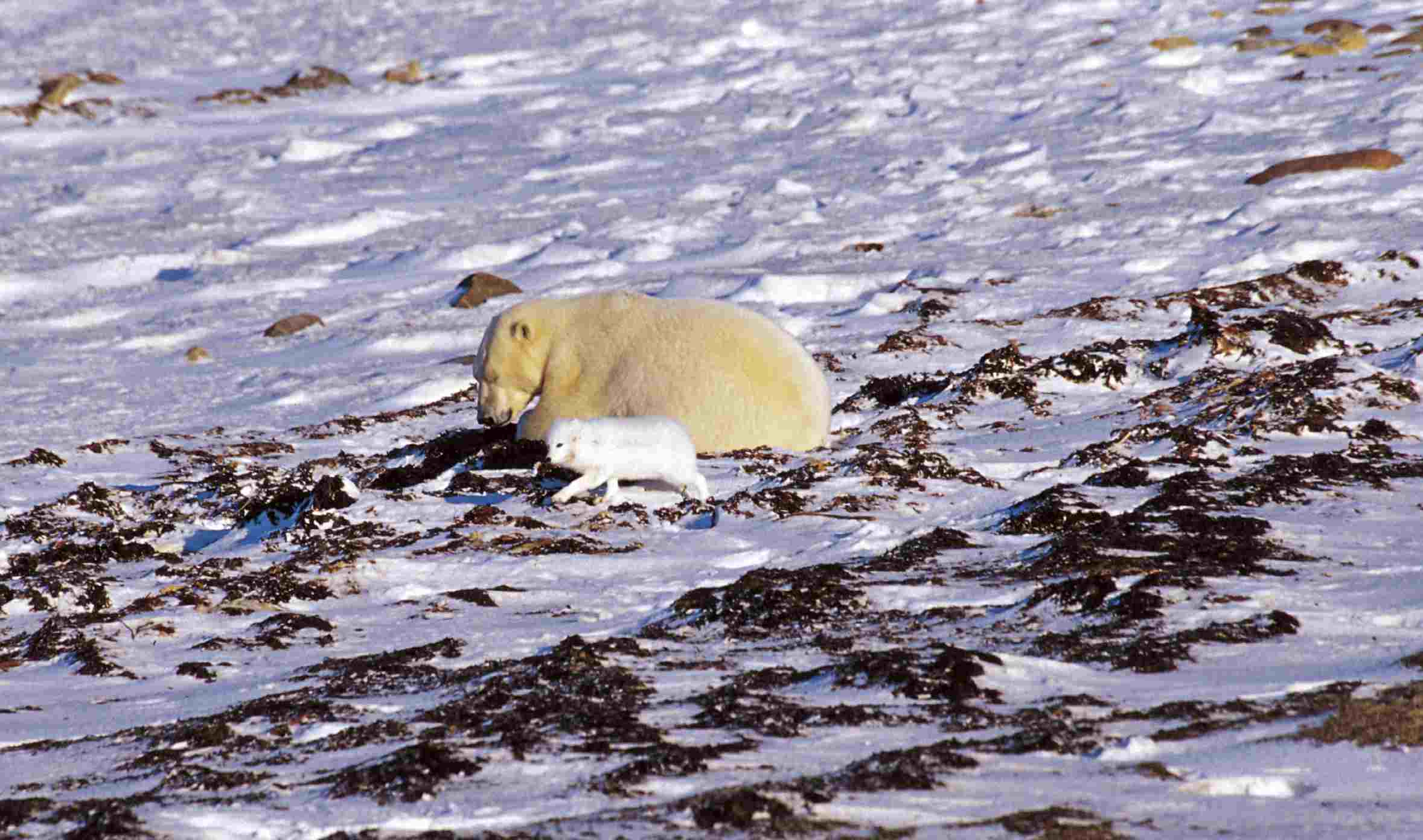
Begegnung zwischen Polarfuchs und Eisbär

Im Allgemeinen hat der Polarfuchs eine Lebenserwartung von etwa vier Jahren. Natürliche Feinde sind, außer dem Menschen, vor allem der Polarwolf und gelegentlich der Eisbär, zu dem er Abstand hält. Bei Bedrohung ergreift der Polarfuchs meist die Flucht, doch weiß er sich auch heftig zu wehren. Vermutlich wegen der zunehmenden Erderwärmung dringen in das bisherige Verbreitungsgebiet des Polarfuchses größere Rotfüchse ein und erbeuten (gelegentlich) Polarfüchse. Auch der Mensch trägt zur Verdrängung des Polarfuchses durch den Rotfuchs bei: Verkehrswege wie z. B. Straßen vereinfachen Rotfüchsen das Vordringen in Gefilde, die zuvor dem Polarfuchs vorbehalten waren.
Die Tollwut ist die häufigste tödliche Krankheit. Letal wirken sich auch Enzephalitis und Staupe aus, vor allem in Jahren hoher Vorkommensdichte. Die meisten Polarfüchse sind von Ekto- und Endoparasiten befallen: Der Polarfuchs ist ein Endwirt des Fuchsbandwurms, nicht selten wird er von Räudemilben befallen.

## Systematik
Die wissenschaftliche Erstbeschreibung des Polarfuchses stammt von Carl von Linné aus dem Jahr 1758, wobei er den Fuchs in die 10. Auflage seines Systema Naturae aufnahm. Der Polarfuchs wurde lange Zeit in eine eigene Gattung Alopex gestellt. DNA-Analysen ergaben jedoch, dass er phylogenetisch innerhalb der Gattung Vulpes eingeordnet werden muss.
Auf Grund morphologischer und molekularbiologischer Daten wurde er von Binninda-Emonds et al. 1999 als Schwesterart des Kitfuchses (V. macrotis) eingeordnet und gemeinsam mit diesem einem Taxon aus einerseits Steppenfuchs (V. corsac) und Tibetfuchs (V. ferrilata), andererseits Rotfuchs (V. vulpes) und Rüppellfuchs (V. rueppelli) als Schwestergruppen gegenübergestellt. Nicht berücksichtigt wurde in dieser Untersuchung der nordamerikanische Swiftfuchs (V. velox), der ehemals als Unterart des Kitfuchses betrachtet wurde und heute als Schwesterart des Polarfuchses gilt.
Bis zu acht Unterarten werden diskutiert:
- V. l. lagopus im größten Teil des Verbreitungsgebietes
- V. l. beringensis Beringinsel
- V. l. foragorapusis Grönland
- V. l. fuliginosus Island
- V. l. pribilofensis Pribilof-Inseln[1][8]
- V. l. semennovi Medny-Insel

## Polarfuchsfelle als Handelsobjekt
Im 19. und im ersten Drittel des 20. Jahrhunderts herrschte intensiver Handel mit den wertvollen Polarfuchs-Winterfellen; sie bildeten das Haupttauschobjekt zwischen Eskimos und Europäern. Inzwischen gelten Polarfuchsbestände in Nordamerika, Sibirien und Grönland wieder als einigermaßen normal und stabil, anders als in Skandinavien und Island, wo der Polarfuchs selten geworden ist. Nach wie vor gilt der Polarfuchs in den Nordwest-Territorien und im Territorium Nunavut als Pelzlieferant; die Jagdzeit dauert von Anfang November bis Anfang April.

## Bestand
Der Gesamtbestand des Polarfuchses wird von der IUCN mit „mehrere hunderttausend Tiere“ angegeben. Der Polarfuchs gilt als nicht gefährdet („least concern“). Allerdings wird in einem Bericht der IUCN von Dezember 2009 für die UN-Klimakonferenz in Kopenhagen davon ausgegangen, dass der Polarfuchs eine der durch die globale Erwärmung mit am stärksten bedrohten Tierarten sei.